# Vivandière
Pour une page d'homonymie, voir La Vivandière.

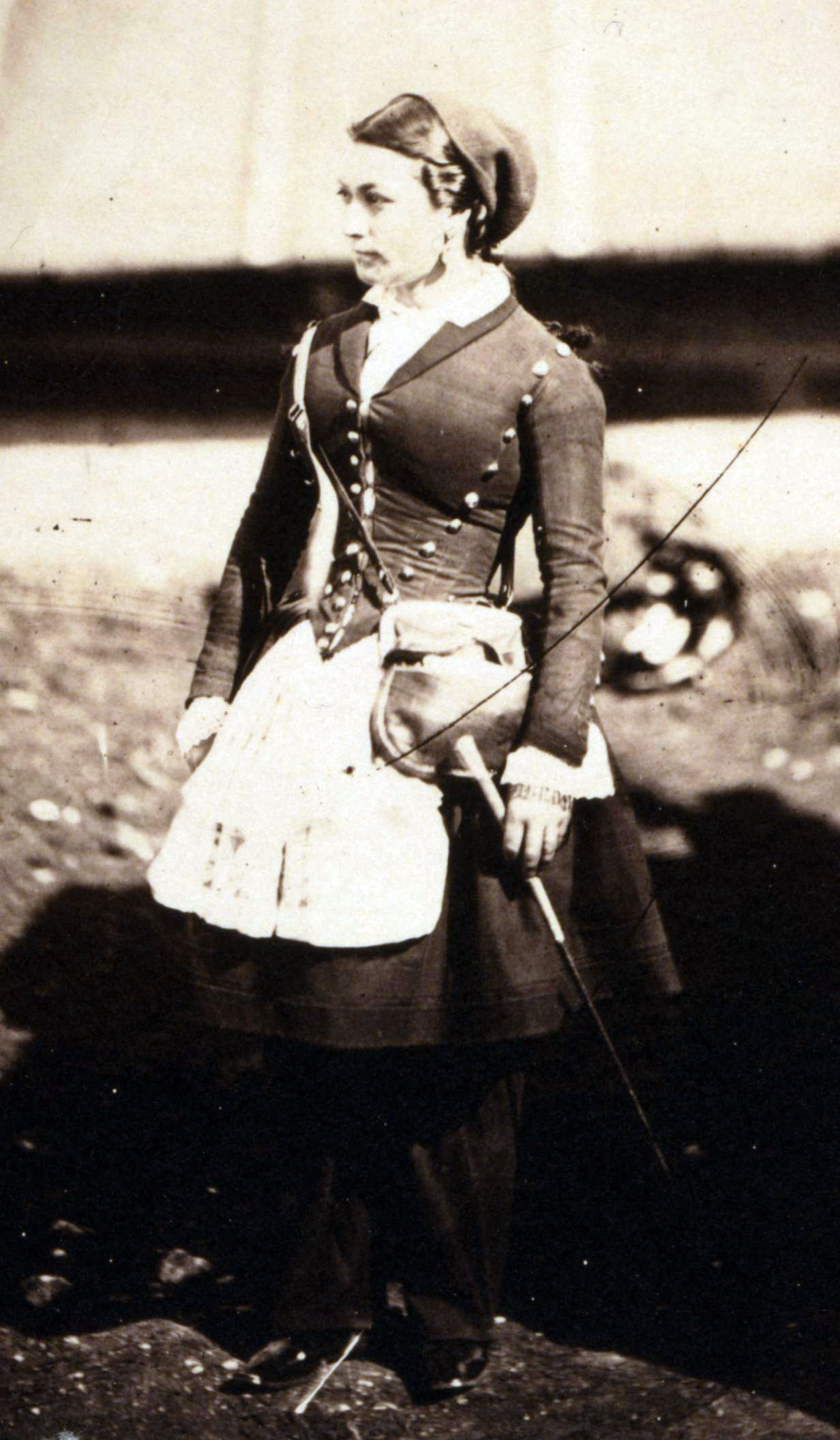
Une cantinière française durant la guerre de Crimée en 1855, photographiée par Roger Fenton.

Vivandière est un terme utilisé sous le Premier Empire pour désigner les femmes suivant leurs maris soldats dans des régiments pour servir de personnels de service. Leur fonction était de blanchir le linge des soldats et de leur vendre quelques effets, destinés à améliorer leur quotidien, tel que du tabac ou de l'eau-de-vie. Le terme de cantinière est souvent associé à celui de vivandière, car il s'agissait de femmes servant dans l'armée. Les deux fonctions étaient similaires sous Napoléon Ier, mais elles furent dissociées pendant la Restauration. La vivandière tenant le rôle de blanchisseuse, la cantinière quant à elle était vendeuse de ravitaillement, tabac, faisait office de banque, donnait des soins, récupèrent les blessés sur le champ de bataille, au péril de sa vie.
Mais l'utilisation de ces deux termes était commune en français jusqu'au milieu du XIXe siècle, et vivandière reste le terme de choix dans les pays de langue anglaise. Les cantinières ont servi dans l'armée française jusqu'en 1913, mais la coutume et le nom se propagent à d'autres armées.

## Origines
Les origines des vivandières sont impossibles à cerner avec précision. Historiquement, les épouses voyageaient avec les armées, et avant 1700, les armées avaient souvent plus de femmes et d'enfants que de soldats. En 1700, il y avait une catégorie précise de femmes qui accompagnaient l'armée française. Jusqu'à la Révolution française, le droit de vendre de la nourriture, des boissons et articles divers comme le tabac, la poudre à perruque, et le papier à écrire ainsi que l'encre pour les soldats et surtout les officiers dans tout régiment appartenait uniquement à huit soldats appelés vivandiers. Cette évolution est caractéristique de l'Europe dans la période de l'Ancien Régime, en ce que la coutume et la loi ont accordé un monopole à un petit nombre de privilégiés.

## France

### Période révolutionnaire
La Révolution française de 1789 a détruit la structure de l'armée française. Beaucoup d'officiers nobles ont quitté le pays, et ceux qui restaient étaient politiquement suspects. Des milliers de soldats ont déserté également dans le chaos général. Quand la France débute la guerre avec les monarques européen en 1792, il ne subsistait que les lambeaux de ses armées.
Un problème clé est que la discipline et l'ordre liés aux systèmes de privilèges de l'Ancien Régime ne fonctionnent plus. Des milliers d'hommes mais aussi de femmes, beaucoup d'entre elles conjointes ou prostituées, ont voyagé avec les armées, mangé des rations, consommé les fournitures, et surtout pris de la place dans les convois logistiques. Ces vivandier(e)s font partie de l'Armée roulante. Un petit nombre de femmes soldats est également enrôlé dans les rangs et combat ouvertement aux côtés des hommes. En outre, les vivandièr(e)s habituelles (et vitales au fonctionnement) ont également continué à accompagner l'armée.
Parallèlement, les groupes politiques d'émancipation de la femme à Paris comme la Société des Citoyennes Républicaines Révolutionnaires s'agitent pour plus d'égalité de droit pour les femmes, maintenant que les hommes ont été libérés par la Révolution. Les révolutionnaires hommes ne se sentaient pas concernés par cette aspiration féministe ; ils souhaitaient principalement rendre les armées plus efficaces.
Le résultat a été une série de lois d'avril à octobre 1793, ainsi Le droit à débarrasser les armées des femmes inutiles qui fut voté par la Convention nationale, le 30 avril 1793. Il interdit toutes les femmes dans les armées, y compris les femmes soldats. Cet ordre du jour du gouvernement entraîne l'assimilation du service militaire avec la citoyenneté. Toutefois, la loi a aussi spécifiquement permis aux femmes de rester dans l'armée si elles entraient dans l'une de ces deux catégories : blanchisseuses et vivandières, dès lors qu'elles sont inscrites sur les registres d'une unité régulière. Néanmoins elles restent accusées de faire partie de l' Armée roulante .
Le terme « cantinière » est entré en usage à compter de l'année 1793, car les vivandières récupérèrent la tâche de gérer la « cantine » dans les casernes et garnisons, ainsi que sur le terrain. Le nouveau mot a rapidement remplacé l'ancien terme « vivandière » chez la plupart des troupes combattantes françaises, mais le ministère de la Guerre a continué à utiliser les deux mots (souvent de façon interchangeable) jusqu'à 1854.

### Guerres napoléoniennes

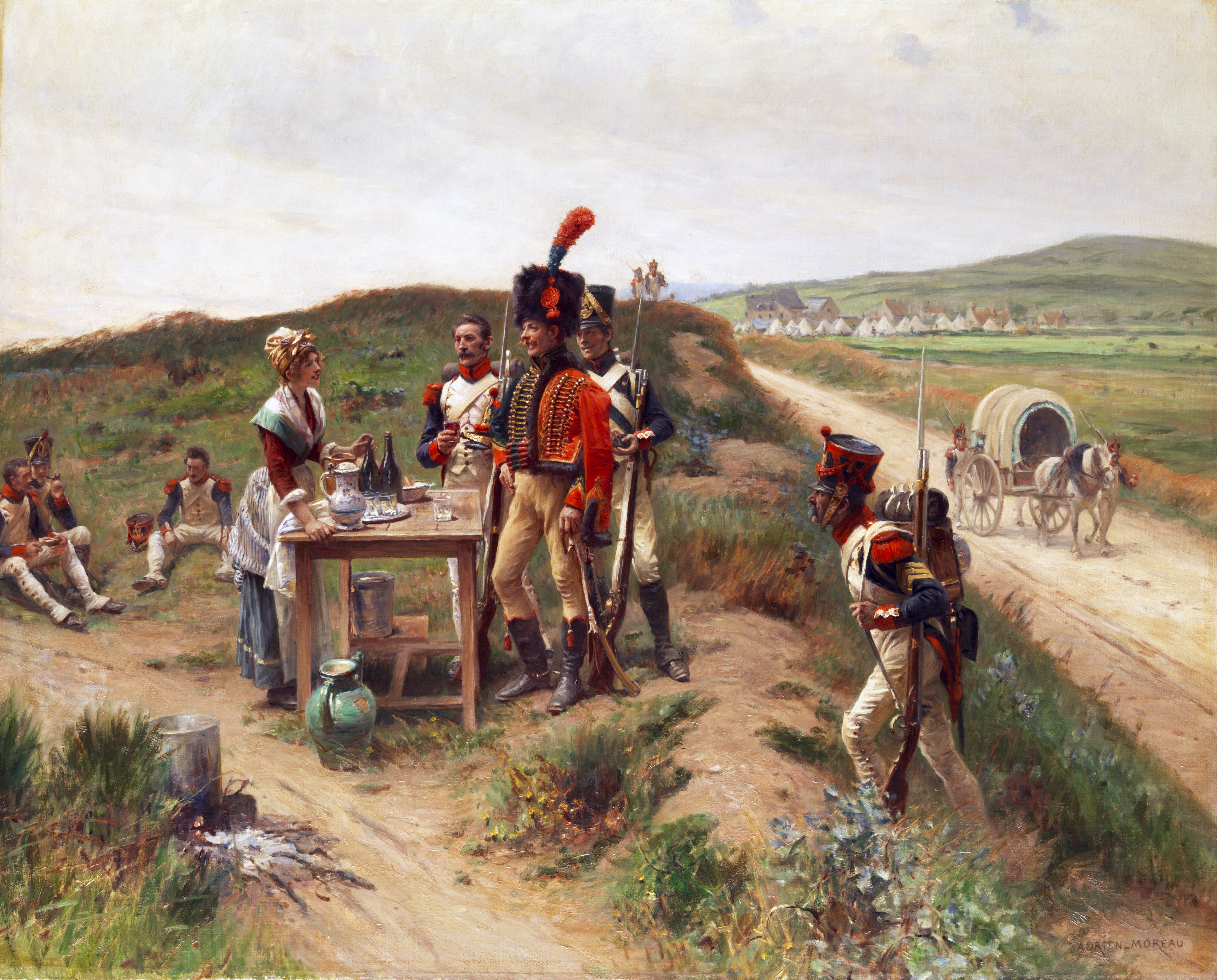
Groupes comprenant un Grenadier et un Chasseur à cheval ainsi qu'une vivandière.

Le nombre de cantinières est considérablement élargi au cours des Guerres napoléoniennes, certaines gagnant leurs renommées comme héros sur le champ de bataille ainsi que pour soigner les malades et les blessés. Elles se sont battues dans chaque campagne et bataille de l'épopée napoléonienne, permettant la création d'une légende qui a survécu longtemps après la dissolution de ce corps. Il était courant pour les cantinières de fournir de la nourriture et des boissons aux troupes sous le feu (généralement sans frais les jours de bataille), de soigner les blessés, et de réconforter les troupes. Certaines cantinières aurait même combattu dans les rangs,.

### Restauration des Bourbons et monarchie de Juillet
Après la défaite de Napoléon en 1814-1815, le retour de la monarchie de Bourbon supprime le titre de cantinière et restaure le mot vivandière. Les Bourbons ont également essayé de faire des nominations de vivandières contingentées sur leur loyauté politique à la monarchie. Les soldats ont continué à utiliser le terme « cantinière » pour protéger celles-ci des répressions de la monarchie de Bourbon. Les cantinières ont accompagné les troupes françaises en Espagne en 1823, et en Algérie en 1830. Ce fut à partir des déploiements en Algérie que ces femmes ont commencé à façonner des uniformes militaires elles-mêmes, une pratique qui s'est rapidement propagée dans l'ensemble des armées.
Le renversement de la monarchie de Bourbon de Charles X et la mise en place de la monarchie de Juillet en 1830 a apporté un nouveau gouvernement moins hostile aux idées et à la terminologie de la Révolution française. Alors que le nouveau gouvernement continuait à utiliser « vivandière » dans les règlements, le terme « cantinière » est devenu presque universellement utilisé par les troupes. Ces femmes étaient présentes au combat en Algérie française pendant la période 1830-1848 et au-delà.

### Second Empire

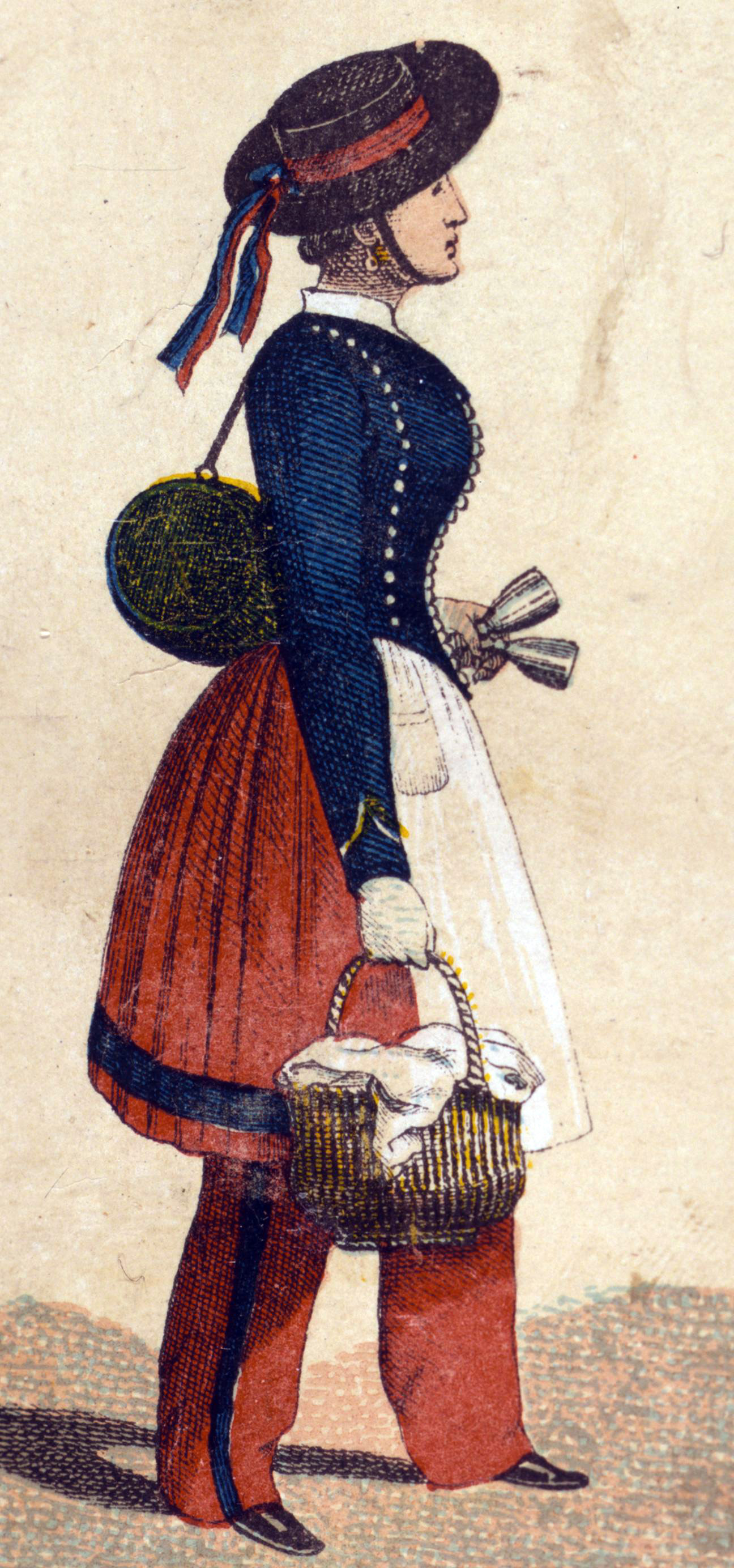
L'image d'un paquet de cigarette Caporal datant de 1896 représentant une cantinière de 1853.

Au cours du Second Empire la cantinière a bénéficié d'un succès populaire, romancée, permettant de créer une iconographie virtuelle de l'armée française. Napoléon III double leur nombre en 1854, et elles ont servi aux côtés de leurs unités dans chaque campagne du Second Empire, notamment dans la Guerre de Crimée, la Seconde Guerre italienne d'indépendance, l'intervention française au Mexique, la colonisation de la Cochinchine, et la guerre franco-prussienne. Les cantinières furent présentes sur les deux fronts pendant la Commune de Paris.

### Troisième République
Avec l'adoption pour une courte durée d'une armée de conscrits sous la Troisième République, les cantinières ont été éliminées et remplacées par des travailleurs civils qui étaient employés au régiment seulement et qui ne portaient pas d'uniformes. Ce processus a commencé en 1875 avec une réduction du nombre de permis cantinières, et a culminé en 1890 lorsque le ministère de la Guerre interdit aux cantinières de porter des uniformes, les obligeant à porter un costume civil gris simple et une plaque d'identification de bras. La nouvelle loi interdit également aux cantinières d'aller sur le terrain ou d'accompagner les manœuvres avec leurs régiments. Cela a mis fin efficacement aux rôles des cantinières comme il avait été connu. En 1905, le ministère de la Guerre a finalement éliminé les cantinières, tout en les remplaçant par des cantiniers hommes qui devaient être des anciens combattants retraités. Les femmes qui avait été autorisées purent continuer, de sorte que certaines servirent jusqu'à la Première Guerre mondiale, mais elles n'étaient pas autorisées à aller au combat.
Les cantiniers se sont avérés être très impopulaires, et l'armée les élimina en 1940. Les soldats considéraient les cantiniers hommes comme avides, inutiles, et désagréables, en contraste frappant avec les cantinières femmes, que les soldats avaient largement perçues comme généreuses, désintéressées, respectueuses, l'image même de la mère ou de la sœur.[réf. souhaitée]

### Uniformes
Au moment de l'intervention française en Belgique en 1832, les cantinières portaient régulièrement une version féminine de l'uniforme de leur régiment. Généralement, il se composait d'une veste moulante d'uniforme, d'un pantalon rayé, ou d'une jupe au genou voire d'un pantalon coupe large. Elles portent aussi un chapeau à larges bords et leurs attributs sont un tonnelet, ou baril de brandy, que la cantinière porte avec une chaine aux dessus de son épaule. Une collection de gravures colorées de 1859 de cantinières du Second Empire, par l'artiste français Hippolyte Lalaisse, met en spectacle leurs uniformes qui correspond aux couleurs de leurs régiments respectifs dans presque tous les cas (par exemple des vestes vertes et des jupes avec des parements rouges, ce dernier porté sur un pantalon rouge, pour les dragons de la Garde impériale).

## Rôle
Les soldats vivandiers étaient souvent trop occupés par leurs obligations militaires et passaient beaucoup de temps à vendre, de sorte que leurs colonels leur ont accordé la permission de se marier. Leurs épouses sont devenues de facto vivandières (la version féminine de vivandier). La raison pour laquelle cette entreprise privée d'approvisionnement était nécessaire était principalement la défaillance du système logistique qui arrivait rarement à fournir aux troupes la nourriture, boissons et autres éléments, hormis les rations de base. Si les troupes ne peuvent s'approvisionner, alors le risque de désertions augmente. Le fait de permettre aux vivandières de compléter les rations de l'armée permet ainsi de diminuer le risque de désertion et facilite la vie des troupes dans le camp.

## Guerre de Sécession

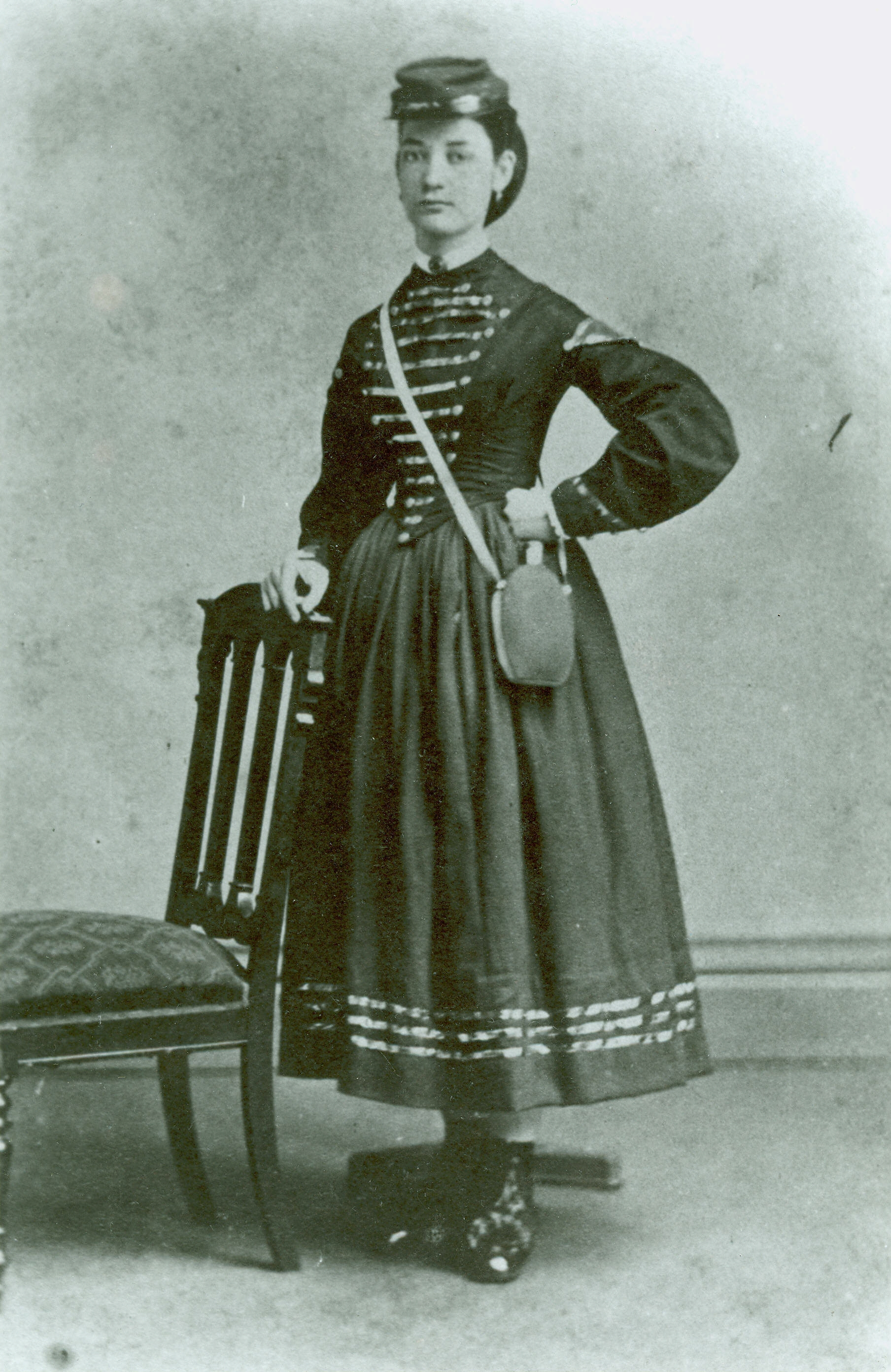
Une Américaine non identifiée au cours de la guerre de Sécession, présumée être une vivandière.

Au cours de la guerre de Crimée, le ministère de la guerre des États-Unis a envoyé trois officiers de l'armée américaine en Europe pour observer la technique actuelle de la guerre là-bas. Ils ont ramené l'idée de vivandières en Amérique, et pendant la guerre civile américaine de 1861-1865, de nombreuses femmes patriotes des deux côtés ont servi comme vivandières, bien que les chiffres exacts ne sont pas connus, et la pratique ne semble pas avoir eu la forte et durable sanction officielle qu'elle avait en France.
En Crimée, Mary Seacole va se distinguer dans la dispense de ses soins, des tournées médicales et du ravitaillement. Son autobiographie Wonderful Adventures of Mrs Seacole in Many Lands , publiée en 1857 retrace bien son métier et le fait qu'elle était une pionnière en la matière. Première autobiographie écrite par une femme noire en Grande-Bretagne, le livre détaille 39 années de sa vie dont ses expériences en Crimée.

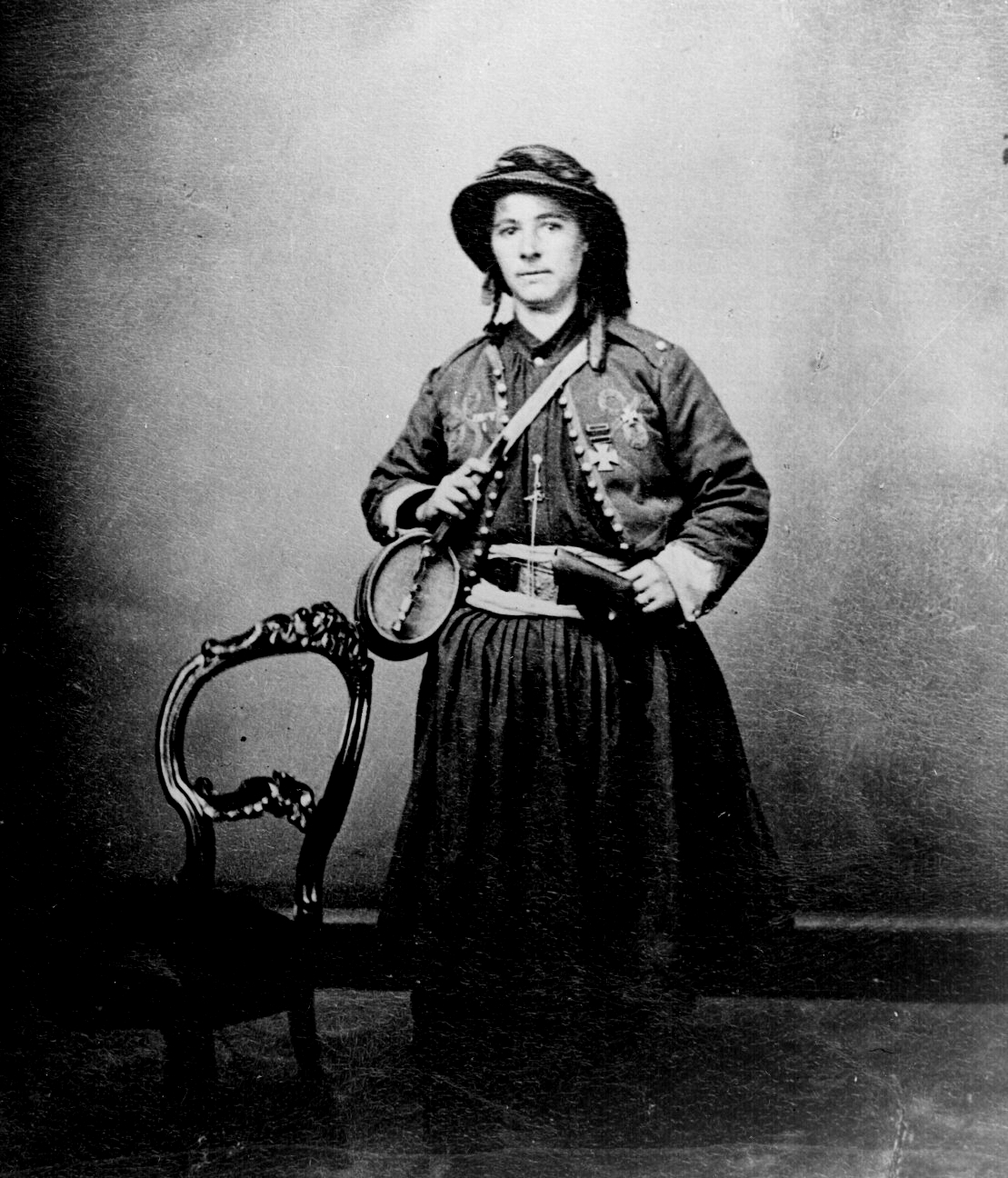
La vivandière française Marie Tepe du d'infanterie de Pennsylvanie, une vivandière de la guerre civile des États-Unis.

Un exemple américain était Anna (Annie) Etheridge qui a vécu à Detroit durant la période de la guerre de Sécession. Etheridge a alors rejoint 19 autres femmes en avril 1861 pour s'enrôler comme vivandières aux 2nd Michigan Infantry de l'Union. Lorsque le 2e Michigan a pris part à l'action au Ford de Blackburn, Etheridge a été rapportée comme ayant soigné les blessés et apporté de l'eau aux agonisants. Elle a servi dans le régiment tout au long de ses combats, y compris à Bull Run. À Chancellorsville, Etheridge a été blessée à la main quand un officier unioniste a tenté de se cacher derrière elle, celui-ci a finalement été tuée et son cheval blessé. Pour son courage sous le feu, Etheridge a été l'une des deux seules femmes à recevoir la Kearny Cross, nommée ainsi en l'honneur du général Philip Kearny. L'autre récipiendaire est une française, Marie Tippe. Une autre vivandière connue de la guerre de Sécession est Kady Brownwell.

## Espagne
Il existe des preuves documentées de cantinières servant durant les guerres civiles des années 1870 en Espagne. Pendant la Seconde Guerre du Rif 1909-1910 une photographie de la Senorita Asuncion Martos, Cantinera de la Talavera du Bataillon au Maroc a été publiée dans Nouvelles Illustrées de Londres, sous la rubrique (en) « The vivandière still a factor in modern warfare. » Sur la photo, la Senorita Martos porte une version féminine de l'uniforme tropical des soldats pour qui elle verse du vin sur un fond de tentes militaires, ce qui indique que le rôle classique de la cantinière espagnole a continué à une date postérieure à celle de son homologue française.

## Dans la culture populaire
Les vivandières et cantinières françaises sont fréquemment apparues dans le divertissement populaire au XIXe siècle, principalement dans les opéras et les comédies musicales. Dans l'opéra, l'exemple le plus connu est Marie dans La fille du régiment de Donizetti, ou encore Claudine dans La Fille du tambour-major de Jacques Offenbach. Dans ce cas, il s'agit d'une vivandière, bien que sa représentation dans l'opéra est très imprécise. Même en 1840, la culture populaire présente une image déformée, une vision romantique de ces femmes. Les vivandières apparaissent également dans l'Acte III, Scène 3 de La forza del destino, de WS Gilbert. La Vivandière est un burlesque basé sur l'opéra de Donizetti.
En 1880, La pièce en 3 actes la Cantinière de Paul Burani et Félix Ribeyre est une comédie.
La représentation des cantinières et vivandières continue aujourd'hui d'être populaire parmi les reconstituteurs, et un certain nombre de grandes sociétés et de produits continuent d'utiliser le nom ou l'image de ces femmes dans leur publicité.

## Personnalités
Marie-Angélique Duchemin, cantinière dans le 42e régiment d'infanterie de ligne, ayant fait preuve de bravoure au combat lors du siège de Calvi en juillet-août 1794, est la première femme titulaire de Légion d’honneur .
Mathurine Fourchon, cantinière dans l'Armée d'Afrique, est décorée de l’Ordre Impérial de la Légion d’honneur, pour conduite héroïque durant le siège de Constantine, en Algérie, en 1837 ,,. Elle est inhumée au cimetière de la Bouteillerie à Nantes.
Les Légions d’honneur des cantinières ont suscité des contestations.